# رابرت مک‌کلور
سر رابرت جان لو مژورا مک‌کلور CB‏ (Sir Robert John Le Mesurier McClure) (زادهٔ ۲۸ ژانویه ۱۸۰۷ – درگذشتهٔ ۱۷ اکتبر ۱۸۷۳)، کاوشگر ایرلندی، اسکاتلندی‌تبار و کاوشگر شمالگان بود. در سال ۱۸۵۴، او مسیر گذرگاه شمال غربی را با قایق و سورتمه طی کرد. وی اولین کسی بود که دور قارهٔ آمریکا را پیمود.

## اوایل زندگی و حرفه
مک‌کلور، در شهرستان وکسفورد در جنوب شرقی ایرلند چشم به جهان گشود. پدرش، کاپیتان رابرت مک‌کلور از اهالی شهرستان لندندری، ایالت اولستر بود که در هنگ ۸۹ پیاده‌نظام خدمت می‌کرد. زمانی که پدرش در سال ۱۸۰۷، در وکسفورد زندگی می‌کرد، با مادرش (دختر معاون اسقف، جان الگی) آشنا شد و ازدواج کردند. پدرش در زمان تولد او از دنیا رفت. او عموزادهٔ جین وایلد، مادر اسکار وایلد بود و دوران کودکی خود را زیر نظر پدرخوانده‌اش، جان لو مژورا، فرماندار آلدرنی گذراند، به کمک او برای حضور در ارتش تعلیم دید. گفته می‌شود که این شاخه از خانوادهٔ مک‌کلورها که در دههٔ ۱۶۵۰ طی مستعمره‌سازی ایالت اولستر در شهرستان لندندری ساکن شدند، در واقع همان مک‌لئودهایی بودند که نام‌شان تغییر نمود.
در سال ۱۸۲۴، مک‌کلور به نیروی دریایی سلطنتی پیوست، وی دوازده سال بعد در سفری اکتشافی به فرماندهی کاپیتان جورج بک، به عنوان درجه‌دار نیروی دریایی، در کشتی HMS ترور اولین تجربهٔ خود از اکتشاف قطب شمال را به دست آورد. پس از بازگشت، او به درجهٔ ستوانی نائل شد و از سال ۱۸۳۸ تا ۱۸۳۹، در منطقهٔ دریاچه‌های بزرگ پنجگانهٔ آمریکا خدمت کرد، سپس به ایستگاه‌های نیروی دریایی آمریکای شمالی و هند غربی منتقل شد و تا سال ۱۸۴۶ در آنجا ماند.
دو سال بعد، در سال ۱۸۴۸، او به یک گروه کاوشگر پیوست که می‌خواستند، تیم گمشدهٔ فرانکلین را پیدا کنند؛ این گروه گمشده به رهبری سر جان فرانکلین در سفری اکتشافی به گذرگاه شمال غربی رفته و از سال ۱۸۴۵ مفقود شده بودند. مک‌کلور به عنوان ستوان یکم و زیر نظر جیمز کلارک رز در کشتی اچ‌ام‌اس انترپرایز خدمت کرد.

## گذرگاه شمال غربی

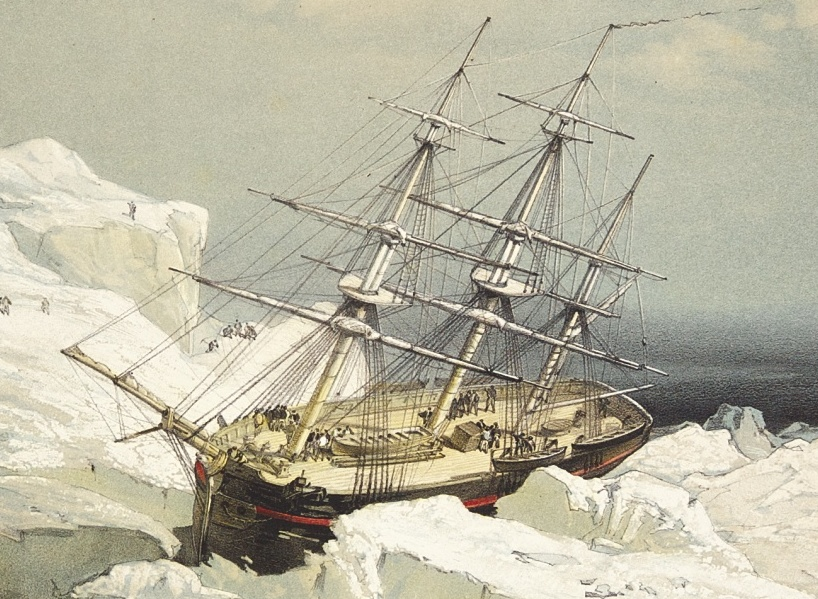
موقعیت بحرانی کشتی HMS Investigator در ساحل شمالی جزیره بارینگ. 20 آگوست 1851.

پس از بازگشت مک‌کلور، از اولین سفر کاوشی فرانکلین، یک گروه جدید در سال ۱۸۵۰ به فرماندهی ریچارد کالینسن با کشتی اچ‌ام‌اس انترپرایز و فرماندهی مک‌کلور به عنوان زیردست ریچارد، با کشتی اچ‌ام‌اس اینوستیگتور تشکیل شد. کشتی‌ها در اقیانوس اطلس به سمت جنوب حرکت کرده و با کمک کشتی بخار اچ‌ام‌اس گورگن از میان تنگهٔ ماژلان به سمت اقیانوس آرام رهسپار شدند. کالینسن و مک کلور از هم جدا شدند و باقی سفرهای‌شان دیگر تماسی با هم نداشتند.
کشتی اینوستیگتور از میان اقیانوس آرام به سمت شمال حرکت کرد و از طریق تنگهٔ برینگ وارد اقیانوس منجمد شمالی شد. با حرکت به سمت شرق و گذر از پوینت بارو وآلاسکا، به یک گروه کاوشگر بریتانیایی از شمال غربی پیوست. کشتی اینوستیگتور در بهار سال ۱۸۵۳ در منطقهٔ توده‌های یخی ازحرکت ایستاد. مک‌کلور و خدمه‌اش سفر با سورتمه را شروع کردند که به‌طور تصادفی با گروهی از کشتی اچ‌ام‌اس رزولوت که یکی از کشتی‌های به فرماندهی سر ادوارد بلچر بود و از شرق به منطقهٔ قطب شمال می‌رفت، برخورد کردند و در نتیجه نجات یافتند. پس از آن، مک‌کلور سفر خود را از میان گذرگاه شمال غربی به پایان رساند. کشتی رزولوت آن سال نتوانست از قطب شمال خارج شود و در منطقهٔ توده‌های یخی به گل نشست، اما بعدها پیدا شد.

## کتابشناسی
- "McClure, Sir Robert". Dictionary of Canadian Biography (online ed.). University of Toronto Press. 1979–2016.
- O'Byrne, William R. (1849). "McClure, Robert John Le Mesurier". A Naval Biographical Dictionary. London: John Murray. p. 691.
- Chisholm, Hugh, ed. (1911). "McClure, Sir Robert John le Mesurier". Encyclopædia Britannica (به انگلیسی). Vol. 17 (11th ed.). Cambridge University Press. pp. 204–205.